# فنجاني أليف
فنجاني أليف (الاسم العلمي: Peziza domiciliana) هو نوع من الفطريات يتبع جنس الفنجاني من فصيلة الفنجانية.